# Національна Олімпійська академія Ірану
Національна Олімпійська (і паралімпійська) академія Ірану (перс. آکادمی ملی المپیک (و پارالمپیک) ایران) — спортивна академія, яка перебуває в Тегерані, Іран.
В академії займаються питаннями, пов'язаними з Олімпійськими іграми і Паралімпійських іграми.

## Історія
Ідея створення Національної олімпійської та паралімпійської академії Ісламської Республіки Іран (NOPA) з'явилася в 1994 році. Початковий статут NOPA, прийнятий в 1994 році був змінений, щоб відповідати новим об'єктам доданим в комплекс NOPA. Змінений статут був представлений виконавчій раді національного олімпійського комітету Ісламської республіки Іран і був знову затверджений у 2000 році.
Національна Олімпійська (і паралімпійська) академія Ірану була відкрита 20 червня 2002 році в присутності Жака Рогге, голови Міжнародного олімпійського комітету і високопоставлених іранських спортивних чиновників, для того щоб стати будинком для всіх тих, хто прагне до знань і хоче внести свій вклад в розвиток спорту, пропаганду олімпійського руху та забезпечення нових спортивних досягнень.
17 березня 2005 року академія отримала статус вищого навчального центру Олімпійської ради Азії під час офіційного візиту шейха Ахмада аль-Фахд аль-Ахмед алль-Сабаха, президента Олімпійського ради Азії. NOPA була обрана в якості представника Південно-Західної Азії в Міжнародній федерації кіно і телемовлення спортивних змагань.
12 червня 2007 року було відкрито офіс регіональної антидопінгової організації в Центральній Азії в якості одного з 14 регіональних і міжнародних представництв при академії.